# ブループラネットソフトウェア
ブループラネットソフトウェア（英:Blue Planet Software, inc.）は、ヘンク・ブラウアー・ロジャースが1996年に設立したアメリカのゲーム製作会社。略称はBPS。
本項のBPSはかつて日本に存在した株式会社ビーピーエス（Bullet-Proof Software）とは別法人であるが、創設者はどちらもロジャースである。これはロジャースが各社名の略称（頭字語）を「BPS」で統一するようこだわったためにこの名称になったそうである。
ザ・テトリス・カンパニー（The Tetris Company。略称TTC）の親会社であり、同社にテトリスのライセンスを供給している。
2014年2月21日にマヤ・ロジャースが代表取締役社長に就任した。